# 奥雷尔·波波维奇

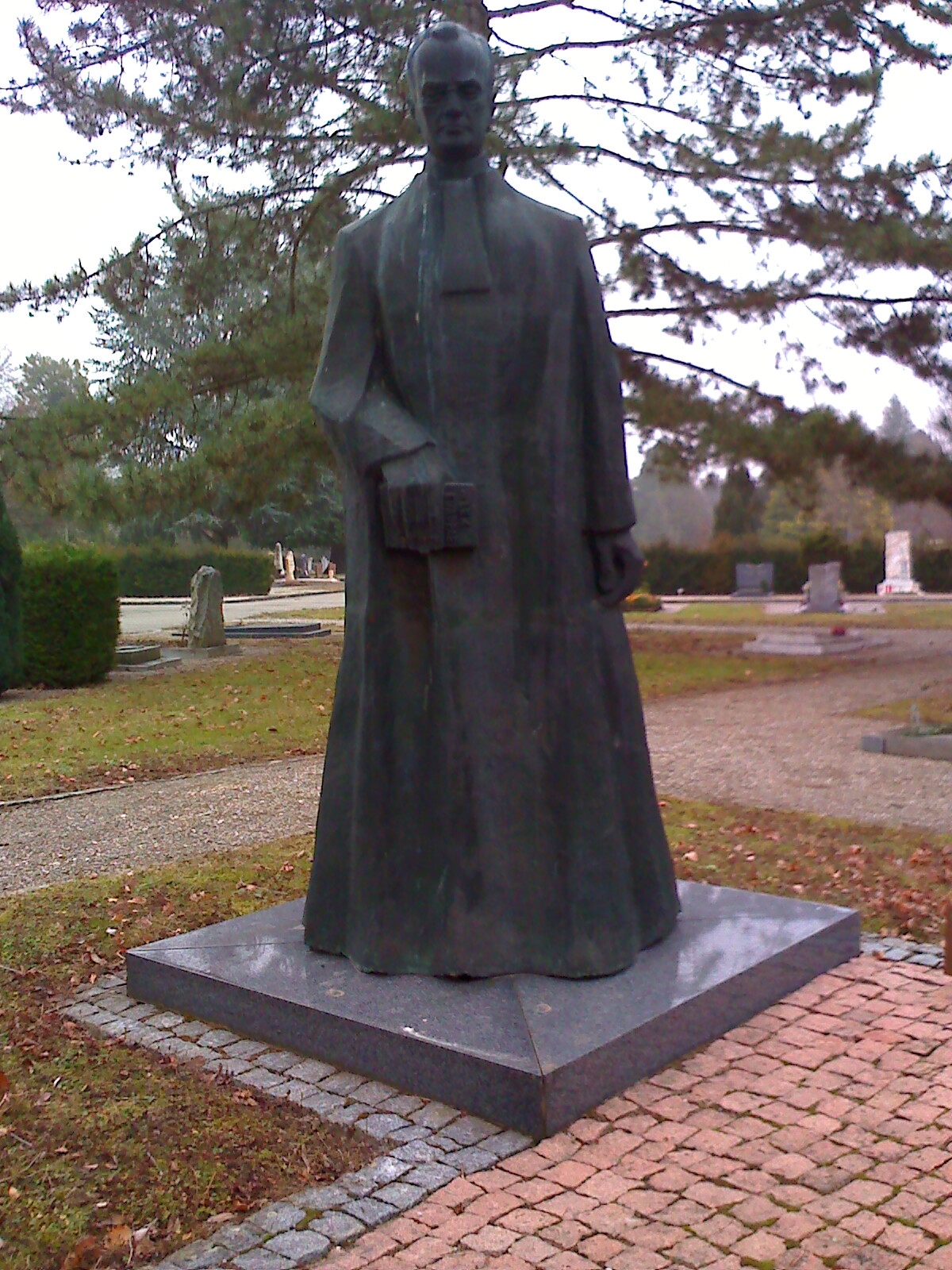

奥雷尔·波波维奇（Aurel C. Popovici，1863年10月16日—1917年2月9日），生于匈牙利的罗马尼亚人，激进的民族主义者，以强烈质疑奥匈帝国在罗马尼亚的政策著称。